# Ficus blepharophylla
Ficus blepharophylla là một loài thực vật thuộc họ Moraceae. Đây là loài đặc hữu của Brasil.